# Lithobius dobrogicus
Lithobius dobrogicus är en mångfotingart som beskrevs av Matic 1962. Lithobius dobrogicus ingår i släktet Lithobius och familjen stenkrypare.
Artens utbredningsområde är:
- Bulgarien.
- Rumänien.

Inga underarter finns listade i Catalogue of Life.